# Walid Hasab an-Nabi
Walid Nabil Hasab an-Nabi (arab. وليد نبيل حسب النبي) – egipski zapaśnik walczący w stylu wolnym. Brązowy medalista igrzysk afrykańskich w 2003, igrzysk śródziemnomorskich w 2005 i mistrzostw arabskich w 2007. Pięciokrotny mistrz Afryki, w 2003, 2004, 2005, 2006 i 2009. Wicemistrz igrzysk panarabskich w 2004 i trzeci w 2011.